# 102 Dalmatians: Puppies to the Rescue
102 Dalmatians: Puppies to the Rescue este un joc făcut de Disney, bazat pe filmul 102 Dalmațieni. A fost lansat pentru prima dată în anul 2000 pe Sega Dreamcast și PlayStation. În acest joc este vorba despre doi dalmațieni Domino și Oddball, care luptă împotriva celor trei nesuferiți: Cruella, Jasper și Horace.  